# Dendrobium shompenii
Dendrobium shompenii là một loài thực vật có hoa trong họ Lan. Loài này được B.K.Sinha & P.S.N.Rao mô tả khoa học đầu tiên năm 1998.